# Кунилье, Луиза
Луиза Кунилье (кат. Lluïsa Cunillé Salgado, род. 28 октября 1961, Бадалона, Барселона) — испанский драматург и режиссёр. Автор более 40 пьес, написанных на каталанском языке и переведённых на испанский, французский, английский, немецкий, итальянский и русский языки.
Лауреат Национальной театральной премии Автономного правительства Каталонии (2007), премии «Летр д'Ор» (2009), Национальной премии по драматургии Министерства культуры Испании (2010).

## Творчество
- 1991—«Родео»
- 1994—«Колебание»
- 1995—«На открытом воздухе» (в соавторстве с Пако Сорсосо)